# In Your House 4
In Your House 4 è stato un evento prodotto dalla World Wrestling Federation. L'evento si svolse il 22 ottobre 1995 alla Winnipeg Arena di Winnipeg, in Canada.

## Risultati
| #    | Risultati                                                                                | Stipulazioni                                          | Durata |
| ---- | ---------------------------------------------------------------------------------------- | ----------------------------------------------------- | ------ |
| Dark | Bob Holly ha sconfitto Rad Radford                                                       | Single match                                          | N/A    |
| 1    | Hunter Hearst Helmsley ha sconfitto Fatu                                                 | Single match                                          | 08:06  |
| 2    | The Smoking Gunns (Billy e Bart Gunn) (c) hanno sconfitto The 1-2-3 Kid e Razor Ramon    | Tag team match per i WWF Tag Team Championship        | 12:46  |
| 3    | Goldust ha sconfitto Marty Jannetty                                                      | Single match                                          | 11:15  |
| 4    | Yokozuna (con Jim Cornette e Mr. Fuji) vs. King Mabel (con Sir Mo) termina in no contest | Single match                                          | 05:12  |
| 5    | Dean Douglas ha sconfitto Shawn Michaels (c) per forfait                                 | Single match per il WWF Intercontinental Championship | 00:00  |
| 6    | Razor Ramon ha sconfitto Dean Douglas (c)                                                | Single match per il WWF Intercontinental Championship | 11:01  |
| 7    | The British Bulldog ha sconfitto Diesel (c) per squalifica                               | Single match per il WWF Championship                  | 18:14  |
| Dark | Henry O. Godwinn ha sconfitto Sycho Sid                                                  | Single match                                          | N/A    |
| Dark | Bret Hart ha sconfitto Isaac Yankem                                                      | Single match                                          | 14:10  |
| Dark | Owen Hart e Yokozuna hanno sconfitto Savio Vega e Bam Bam Bigelow                        | Tag team match                                        | N/A    |